# Ignacio Carrasco de Paula
 Ignacio Carrasco de Paula (Barcelona, 25 de octubre de 1937) es un sacerdote del Opus Dei y obispo español con cargo en la Curia Romana, como Presidente emérito de la Pontificia Academia para la Vida.

## Biografía

### Formación
Se graduó en filosofía, medicina y cirugía.

### Sacerdocio
Recibió la ordenación sacerdotal el 8 de agosto de 1966 en Roma para formar parte del presbiterio de la Prelatura del Opus Dei, a la que ya pertenecía desde sus años universitarios. 
Del 1984 al 1994 fue miembro del Comité de Ética para los Ensayos Clínicos en el Hospital del Niño Jesús de Roma y Rector de la Pontificia Universidad de la Santa Cruz, dirigida por el Opus Dei. 
Del 2002 al 2009 fue profesor de bioética en la Universidad Católica del Sagrado Corazón de Roma y allí fue director del Instituto de Bioética.
Ha publicado numerosos artículos sobre el ámbito de la bioética, ética médica y medicina legal.

### Episcopado
El 30 de junio de 2010, fue nombrado por el papa Benedicto XVI Presidente de la Pontificia Academia para la Vida, cargo en el que estuvo hasta diciembre de 2016. 
El 15 de septiembre se le concedió la dignidad episcopal. 
Fue consagrado Obispo titular de Tapso el 9 de octubre de 2010 por el Cardenal Secretario de Estado Tarcisio Bertone, acompañado por los cardenales Agostino Vallini y Franc Rodé. 
El 30 de junio de 2015 fue confirmado como Presidente de la Pontificia Academia para la Vida donec aliter provideatur.
Desde junio de 2017 es presidente emérito de la Pontificia Academia para la Vida.